# Hierodula venosa
Hierodula venosa är en bönsyrseart som beskrevs av Olivier 1792. Hierodula venosa ingår i släktet Hierodula och familjen Mantidae. Inga underarter finns listade i Catalogue of Life.